# George Campbell (Fußballspieler)
George Campbell (* 22. Juni 2001 in Chester, Pennsylvania) ist ein US-amerikanischer Fußballspieler.

## Karriere

### Verein
Von Georgia United ging Campbell im Sommer 2016 in die Akademie von Atlanta United über. Ab März 2019 wurde er in der USL Championship eingesetzt. In der MLS debütierte Campbell am 8. März 2020, als er bei einem 2:1-Sieg über den FC Cincinnati in der 44. Minute für den verletzten Laurence Wyke eingewechselt wurde. Im Dezember 2022 wechselte er zum CF Montreal.

### Nationalmannschaft
Nach ein paar Einsätzen für die U20 im September 2019 kommt er seit November 2023 in der US-amerikanischen U23 zum Einsatz.